# جعفر راستی
جعفر راستی سیاستمدار ایرانی است که موفق شد در یازدهمین انتخابات مجلس شورای اسلامی که در تاریخ ۲ اسفند ۱۳۹۸ برگزار شد، با کسب ۱۲ هزار و ۵۹۶ رای از مجموع ۵۱ هزار و ۸۷ رای، از حوزه انتخابیه شبستر از استان آذربایجان شرقی انتخاب گردد و به مجلس راه یابد.